# Nemoria sectifimbria
Nemoria sectifimbria är en fjärilsart som beskrevs av Louis Beethoven Prout 1932. Nemoria sectifimbria ingår i släktet Nemoria och familjen mätare. Inga underarter finns listade i Catalogue of Life.